# Округ Грант (Луизијана)
Грант (енгл. Grant Parish) је округ у америчкој савезној држави Луизијана.

## Демографија
По попису из 2010. године број становника је 22.309, што је 3.611 (19,3%) становника више него 2000. године.
| Група             | 2000.          | 2010.          |
| Белци             | 15.859 (84,8%) | 17.361 (77,8%) |
| Афроамериканци    | 2.222 (11,9%)  | 3.470 (15,6%)  |
| Азијати           | 26 (0,1%)      | 59 (0,3%)      |
| Хиспаноамериканци | 213 (1,1%)     | 931 (4,2%)     |
| Укупно            | 18.698         | 22.309         |